# بارك وون سوك
بارك وون سوك (هانغل: 박원숙; هانجا: 樸元淑) هي ممثلة كورية جنوبية. ولدت في 19 يناير 1949 في سول، كوريا الجنوبية.

## الأعمال

### مسلسلات
| السنة | العنوان           | الدور                         |
| ----- | ----------------- | ----------------------------- |
| 2007  | مقهى الأمير       | والدة جو إيون تشان            |
| 2011  | بوسايدون          | أوم هي سوك                    |
| 2013  | إرث المئة عام     | بانغ يونغ غا                  |
| 2018  | كرامة الإمبراطورة | الإمبراطورة الكبرى الأرملة غو |
| 2021  | ملكي              | يانغ سون هيه، الحماه          |

## روابط خارجية
- بارك وون سوك على موقع IMDb (الإنجليزية)
- بارك وون سوك على موقع قاعدة بيانات الفيلم (الإنجليزية)